# Melittomma oculare
Melittomma oculare is een keversoort uit de familie Lymexylidae. De wetenschappelijke naam van de soort is voor het eerst geldig gepubliceerd in 1963 door Nakane.